# Grue blanche
Grus americana
Espèce
Répartition géographique

bleu: aire de nidification,

orange: aire d'hivernage,

vert: résident à l'année,
Statut de conservation UICN

 EN D : En danger
Statut CITES
La Grue blanche (Grus americana) est une espèce d'échassiers appartenant à la famille des Gruidae et le plus grand oiseau d'Amérique du Nord. Cette espèce est en voie de disparition (leur nombre a décru de manière dramatique à partir du milieu du XIXe siècle : les pionniers asséchaient les zones humides pour les cultiver et chassaient les grues pour leur viande), mais fait l'objet de plusieurs programmes de protection et de conservation des gouvernements du Canada et des États-Unis : 200 individus survivants en octobre 2005, 340 en liberté au printemps 2007. Le recensement annuel de février 2010 fait état de 263 grues en liberté. On la trouve notamment dans les marais de l'Aransas National Wildlife Refuge et du parc national de Wood Buffalo.

## Description morphologique

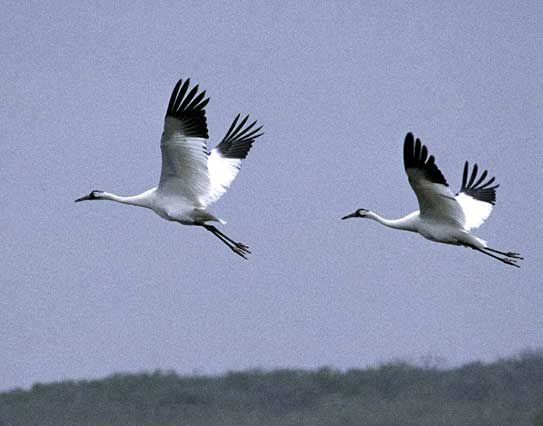
Les rémiges primaires noires ne sont visibles qu'en vol.

### Plumage
L’ensemble du plumage de l’adulte est blanc immaculé sauf les primaires qui sont noires, le dessus de la tête qui est rouge et la face qui comporte du rouge et du noir.  Les primaires noires ne sont visibles que lorsque les ailes sont déployées.  Les pattes sont gris foncé presque noir et le bec est vert foncé.  Le mâle et la femelle sont identiques,.

### Mensurations
La Grue blanche est le plus grand des oiseaux nord-américains, mesurant presque 1,5 m de haut posé au sol. L’envergure est de 2 à 2,3 m et la longueur de 1,12 à 1,40 m. Le mâle est un peu plus grand et plus lourd que la femelle, pesant environ 7,3 kg alors que la femelle fait environ 6,4 kg.

## Écologie et comportement

### Alimentation
La Grue blanche est omnivore.  Elle trouve sa nourriture autant sur et dans le sol, dans l’eau que dans la végétation.  Sur les aires de nidification, elle se nourrit de mollusques, de crustacés, d’insectes aquatiques, de petits poissons, de grenouilles et de couleuvres, , mais aussi de petits oiseaux, de rongeurs et de baies.
Pendant la migration, elle se nourrit de grenouilles, de poissons, de tubercules de plantes, d’écrevisses, d’insectes et de grains dans les champs cultivés.  Pendant l’hiver, dans les marais et le long des côtes, l’oiseau capture surtout des crabes (en particulier le Crabe bleu) et des palourdes.  À l’intérieur des terres et dans les champs, il ne dédaigne pas les glands, les escargots, les souris, les campagnols, les écrevisses, les sauterelles et les couleuvres,.

### Reproduction

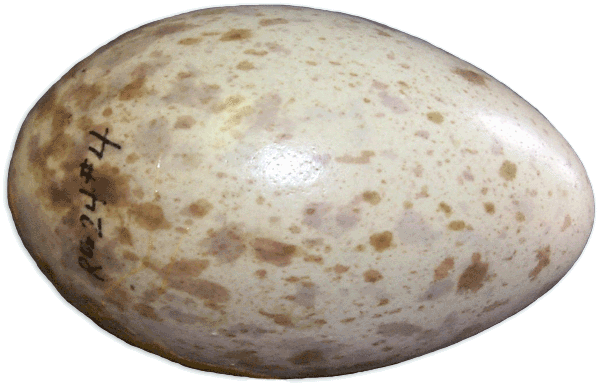
Un œuf.

Construit avec des plantes aquatiques, le nid mesure entre 0,6 et 1,5 m de diamètre et émerge jusqu'à 0,45 m au-dessus de l'eau. La femelle pond généralement 2 œufs entre fin avril et mi-mai. L'incubation dure 28 à 31 jours, mais en général un seul petit survit. Les poussins sont couverts d'un duvet brun cannelle dessus et gris pâle ou blanc brunâtre dessous. Ils s'envolent 80 à 90 jours après leur naissance.

### Longévité
La plus vieille grue blanche connue, une espèce protégée car menacée de disparition, est morte à l’âge de 28 ans. La grue, une femelle, avait été baguée peu après sa naissance dans le parc national de Wood Buffalo (Canada). Sa carcasse a été retrouvée le mercredi 2 novembre 2005 au bord du lac Muskki en Saskatchewan (Canada).
Les oiseaux captifs peuvent atteindre 40 ans.

## Habitat
L’aire de nidification dans le parc national de Wood Buffalo se compose d’une mosaïque d’étangs de faible profondeur et d’étendue variable (1-25 ha) sur des sols mal drainés.  Ces étangs ont pour la plupart un fond meuble de marne.  Les étangs sont séparés par d’étroites bandes de terre ferme ou croissent les épinettes blanche, les épinettes noire, les mélèzes laricin et les saules.  À ces essences de plus grandes tailles se mêlent le Bouleau glanduleux, le Thé du Labrador et le Raisin d'ours.  Dans l’eau, le Scirpe est la plante la plus commune, quoique le Typha, Carex aquatilis et les algues du genre Chara peuvent être également présents.
Dans le Refuge National de la Faune d’Aransas, où hivernent les oiseaux nicheurs du Parc National de Wood Buffalo, les habitats fréquentés par la Grue sont surtout les marais côtiers, les baies peu profondes et les estrans.  Ces milieux sont dominés par Distichlis spicata,  Batis maritima, Spartina alterniflora, la Salicorne et Borrichia frutescens.

## Parade nuptiale
Lors de la parade nuptiale, la grue blanche danse et sautille en battant puissamment des ailes et pointe son bec vers le ciel avec des cris rappelant le son du clairon.

## Systématique
La Grue blanche est monotypique.  Des analyses de l’ADN démontrent qu’elle est génétiquement associée à la Grue cendrée, la Grue moine, la Grue à cou noir et la Grue du Japon,.

## Population et conservation

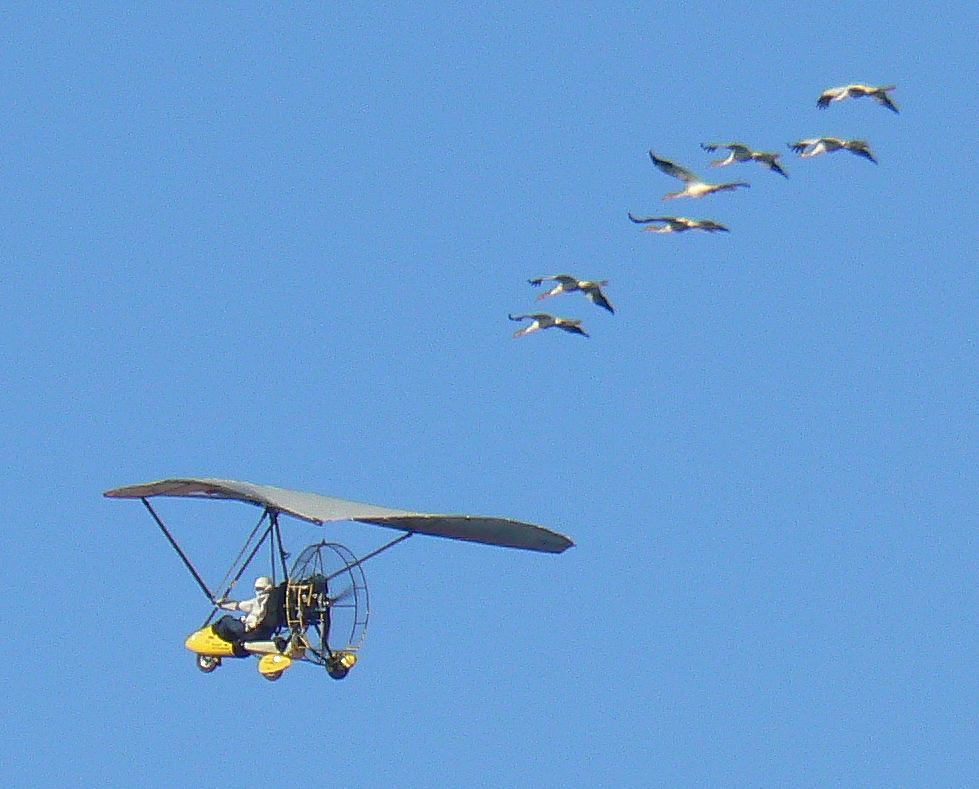
Jeunes grues lors de leur première migration accompagnées d'un Ultra-léger motorisé

La grue blanche n'a jamais été très répandue et le nombre d'individus n'a probablement jamais dépassé 1500, mais il n'en restait que 21 en 1941. En avril 2007, il y avait 340 grues blanches à l'état sauvage et 145 individus en captivité.
Un petit groupe expérimental a été introduit dans les Montagnes Rocheuses à l'ouest des États-Unis et un autre groupe de même nature mais sédentaire est établi dans le sud-est en Floride.
La reproduction en captivité, l'aide à la migration et la loi sur les espèces en danger ont sauvé la grue blanche. Mais le développement humain le long de ses routes migratoires et la réduction de la diversité génétique depuis la précédente chute de population restent problématiques.

## La grue blanche et l'homme
Le bai he quan ou « boxe de la grue blanche » est un art martial chinois traditionnel (mais qui fait plutôt référence à la Grue du Japon). Les techniques de cet art martial sont inspirés des mouvements de la grue ; des attaques en pique des doigts imitant les coups de bec, des postures sur une seule jambe, des techniques des bras rappelant les battements d'aile.
La grue blanche symbolise le calme (yin), la pureté et la loyauté.